# Lijst van Braziliaanse politieke partijen
Dit is een lijst van Braziliaanse politieke partijen.

## Huidige partijen

### Nationaal
| Logo | Logo | Afkorting | Partij                                                                                    | Oprichting       | Geregistreerd     | Positie                          | Nr. |
| ---- | ---- | --------- | ----------------------------------------------------------------------------------------- | ---------------- | ----------------- | -------------------------------- | --- |
|      |      | MDB       | Movimento Democrático Brasileiro (Braziliaanse Democratische Beweging)                    | 4 december 1965  | 30 juni 1981      | Centrum                          | 15  |
|      |      | PT        | Partido dos Trabalhadores (Arbeiderspartij)                                               | 10 februari 1980 | 11 februari 1982  | Links tot Centrum-Links          | 13  |
|      |      | PSDB      | Partido da Social Democracia Brasileira (Braziliaanse Sociaaldemocratische Partij)        | 25 juni 1988     | 24 augustus 1989  | Centrum-Links tot Centrum-Rechts | 45  |
|      |      | PP        | Progressistas (Progressieven)                                                             | 16 november 1995 | 16 november 1995  | Rechts                           | 11  |
|      |      | PDT       | Partido Democrático Trabalhista (Democratische Arbeiderspartij)                           | 17 juni 1979     | 10 november 1981  | Links tot Centrum-Links          | 12  |
|      |      | UNIÃO     | União Brasil (Unie Brazilië)                                                              | 6 oktober 2021   | 8 februari 2022   | Centrum-Rechts tot Rechts        | 44  |
|      |      | PTB       | Partido Trabalhista Brasileiro (Braziliaanse Arbeiderspartij)                             | 15 mei 1945      | 3 november 1981   | Centrum                          | 14  |
|      |      | PL        | Partido Liberal (Liberale Partij)                                                         | 26 oktober 2006  | 19 december 2006  | Centrum-Rechts                   | 22  |
|      |      | PSB       | Partido Socialista Brasileiro (Braziliaanse Socialistische Partij)                        | 2 april 1947     | 1 juli 1988       | Links tot Centrum-Links          | 40  |
|      |      | —         | Republicanos (Republikeinen)                                                              | 16 december 2003 | 25 augustus 2005  | Centrum tot Rechts               | 10  |
|      |      | —         | Cidadania (Burgerschap)                                                                   | 26 januari 1992  | 19 maart 1992     | Centrum-Links                    | 23  |
|      |      | PSC       | Partido Social Cristão (Christelijk Sociale Partij)                                       | 15 mei 1985      | 29 maart 1990     | Centrum-Rechts tot Rechts        | 20  |
|      |      | PODE      | Podemos (We kunnen)                                                                       | 2 mei 1945       | 2 oktober 1997    | Centrum-Rechts                   | 19  |
|      |      | PCdoB     | Partido Comunista do Brasil (Communistische Partij van Brazilië)                          | 18 februari 1962 | 23 juli 1988      | Extreemlinks tot Links           | 65  |
|      |      | PSD       | Partido Social Democrático (Sociaal-Democratische Partij)                                 | 11 maart 2011    | 27 september 2011 | Links tot Centrum                | 55  |
|      |      | PV        | Partido Verde (Groene Partij)                                                             | 17 januari 1986  | 30 september 1993 | Centrum                          | 43  |
|      |      | —         | Patriota (Patriot)                                                                        | 9 augustus 2011  | 19 juni 2012      | Extreemrechts                    | 51  |
|      |      | —         | Solidariedade (Solidariteit)                                                              | 25 oktober 2012  | 24 september 2013 | Centrum-Links                    | 77  |
|      |      | PSOL      | Partido Socialismo e Liberdade (Socialisme en Vrijheidspartij)                            | 7 juli 2004      | 15 september 2005 | Extreemlinks tot Links           | 50  |
|      |      | —         | Avante (Vooruit)                                                                          | 15 mei 1989      | 11 oktober 1994   | Centrum                          | 70  |
|      |      | MOBILIZA  | Mobilização Nacional (Nationale Mobilisatie)                                              | 21 april 1984    | 25 oktober 1990   | Links tot Centrum-Links          | 33  |
|      |      | —         | Agir (Handelen/Acteren)                                                                   | 11 juli 1985     | 22 februari 1990  | Centrum-Rechts                   | 36  |
|      |      | DC        | Democracia Cristã (Christen Democratie)                                                   | 30 maart 1995    | 5 augustus 1997   | Centrum-Rechts tot Rechts        | 27  |
|      |      | PRTB      | Partido Renovador Trabalhista Brasileiro (Braziliaanse Vernieuwende Arbeiderspartij)      | 27 november 1994 | 18 februari 1997  | Rechts                           | 28  |
|      |      | PROS      | Partido Republicano da Ordem Social (Republikeinse Partij van Sociale Orde)               | 4 januari 2010   | 24 september 2013 | Centrum-Rechts                   | 90  |
|      |      | PMB       | Partido da Mulher Brasileira (Partij van de Braziliaanse Vrouw)                           | 2008             | 29 september 2015 | Centrum-Links                    | 35  |
|      |      | REDE      | Rede Sustentabilidade (Duurzaam Netwerk)                                                  | 16 februari 2013 | 22 september 2015 | Centrum-Links                    | 18  |
|      |      | NOVO      | Partido Novo (Nieuwe Partij)                                                              | 12 februari 2011 | 15 september 2015 | Rechts                           | 30  |
|      |      | PSTU      | Partido Socialista dos Trabalhadores Unificado (Verenigde Socialistische Arbeiderspartij) | 5 juni 1994      | 19 december 1995  | Extreemlinks                     | 16  |
|      |      | PCB       | Partido Comunista Brasileiro (Braziliaanse Communistische Partij)                         | 25 maart 1922    | 9 mei 1996        | Extreemlinks                     | 21  |
|      |      | PCO       | Partido da Causa Operária (Partij van de Arbeiders Zaak)                                  | 7 december 1995  | 30 september 1997 | Extreemlinks                     | 29  |
|      |      | UP        | Unidade Popular (Volkseenheid)                                                            | 16 juni 2016     | 10 december 2019  | Extreemlinks                     | 80  |

## Opgeheven partijen
Een onvolledige lijst van Braziliaanse partijen die zijn opgeheven. 
| Logo | Logo | Afkorting | Partij                                                                        | Oprichting      | Geregistreerd     | Opgeheven         | Positie                  | Nr. | Opmerking                     |
| ---- | ---- | --------- | ----------------------------------------------------------------------------- | --------------- | ----------------- | ----------------- | ------------------------ | --- | ----------------------------- |
|      |      | PL        | Partido Liberal (Eerste Liberale Partij)                                      | 1831            |                   | 1889              | Centrum-Rechts           |     |                               |
|      |      | PC        | Partido Conservador (Conservatieve Partij)                                    | 1836            |                   | 1889              | Rechts                   |     |                               |
|      |      | PRP       | Partido Republicano Paulista (Republikeinse Partij van São Paulo)             | 1873            |                   | 1937              | Centrum-Rechts           |     |                               |
|      |      | PRM       | Partido Republicano Mineiro (Republikeinse Partij van Minas Gerais)           | 1888            |                   | 1937              | Centrum-Rechts           |     |                               |
|      |      | PDS       | Partido Democrático Social (Democratisch Sociale Partij)                      | 1980            |                   | 1993              | Rechts                   |     |                               |
|      |      | PL        | Partido Liberal (Tweede Liberale Partij)                                      | 1985            |                   | 2006              | Centrum-Rechts           |     |                               |
|      |      | PRP       | Partido Republicano Progressista (Republikeinse Progressieve Partij)          | 24 mei 1989     | 29 oktober 1991   | 17 december 2018  | Centrum-Rechts           | 44  |                               |
|      |      | PPL       | Partido Pátria Livre (Vrij-Vaderlandpartij)                                   | 21 april 2009   | 4 oktober 2011    | 29 mei 2019       | Centrum-Links            | 54  |                               |
|      |      | PHS       | Partido Humanista da Solidariedade (Humanistische Partij van de Solidariteit) | 6 juni 1995     | 20 maart 1997     | 19 september 2019 | Centrum-Rechts           | 31  |                               |
|      |      | DEM       | Democratas (Democraten)                                                       | 24 januari 1985 | 11 september 1986 | 2022              | Centrum tot Rechts       | 25  | Gefuseerd met PSL in de UNIÃO |
|      |      | PSL       | Partido Social Liberal (Sociaal-Liberale Partij)                              | 30 oktober 1994 | 2 juni 1998       | 2022              | Rechts tot Extreemrechts | 17  | Gefuseerd met DEM in de UNIÃO |